# 维尔茨堡文化记忆博物馆

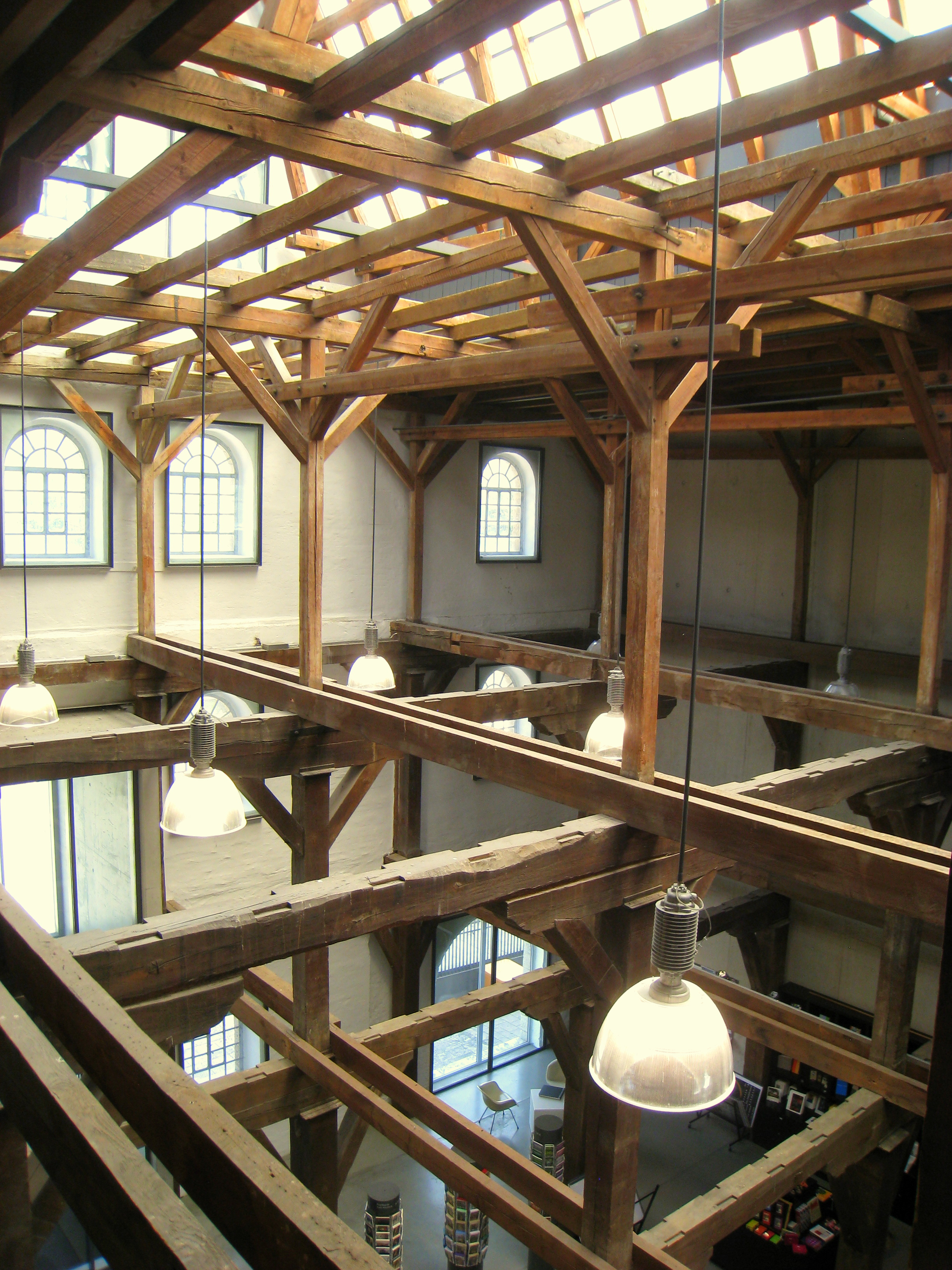

维尔茨堡文化记忆博物馆（Museum im Kulturspeicher Würzburg）是德国巴伐利亚州北部维尔茨堡的一个市立美术馆，位于Veitshöchheimer大街5号。除了星期一每天开放。

## 历史
该博物馆成立于2002年，位于一座改建的滨河仓库，提供12个房间，3500 m²的展览空间。它包含两个不同的收藏：市艺术收藏，原为成立于1941年的市立美术馆；彼得C.鲁珀特收藏，展出二战以来的欧洲具体艺术。